# 水冷
水冷（すいれい、英語: water cooling）とは、水による液冷で、水冷エンジンが代表例である。

## 概要
空気を使用する空冷と比較すると、水は比熱が大きく、流れにより温度勾配が小さくなるのが利点である。そのための水を冷却水という。
外部に利用可能な海水がある場合のように、取水して使用後に排水する方法と、水温が上昇した冷却水を、ラジエター等で空気に放熱して水温を下げ、循環させて再利用する方法がある。後者の冷却水も、ただの水（真水）ではなく、エチレングリコールなどの不凍液、防錆剤、消泡剤、シール（ゴム）保護剤、識別用の着色料が混合された液体が用いられている。

## 採用例
機械類では、内燃機関の水冷エンジン、自動車のATFクーラー、オイルクーラー、ターボチャージャーの軸受、ハイブリッドカーのVVVFインバーターなど、船舶ではエンジンやインタークーラーの冷却に用いられている。また、消火活動中に非常に高い負荷が長く続く消防車では、エンジン用サブラジエター、エンジンオイルクーラー、ポンプ用PTOギアオイルクーラーを追加し、取水した一部を使い捨てる形で冷却に充てている。
弱電機器への採用例は少数であるが、パーソナルコンピュータにおいて特に静粛性を重視した製品は、騒音の大きいファンを嫌って水冷方式を採用している場合もある。
業務用の電気機器や電力関係では、送信所の送信用真空管に、更に大規模な例では火力発電所や原子力発電所の蒸気タービンの復水器などに用いられている。汽力発電のように大きな熱を発する場合でも、周囲に海や河川などの豊富な水資源が存在する場合には、それらを大量に利用して排熱を温排水（排水地点周囲より7℃程度 温度の高い水）の形で排出する設計が採用されており、日本ではそれらが海岸に多く建設される理由の一つになっている。
温排水の環境への影響を懸念する向きもある一方、温排水周辺に魚が集まり、良好な漁場となっている事も多い。一方、発電所が内陸など水資源が貴重な場所に建設される場合、巨大な冷却塔による冷却方式が採用される（復水器と冷却塔の間の熱媒体には、水を使用）。
機関銃のうち、長時間射撃することが想定される場合には、銃身を水タンクで覆う水冷式が採用される事例があった。銃身が水に浸っている限り、射撃にともなって上昇する温度は水の沸点までにとどまり、銃身の焼損や誤発射（コックオフ）を防ぐことができる。沸騰によって発生した水蒸気はタンクの排出口から取り出され、ホース経由で別の容器（復水缶）に導かれて凝結のうえ再利用されるか、緊急時にはそのまま大気中へ放出される。欠点は銃全体が重くかさばり持ち運びに不便なこと、射手が水タンクからの熱にさらされることである。また射撃の際に銃身が前後動するショートリコイル構造の銃では、銃身が水タンクを貫通して摺動する箇所の水漏れを防ぐ必要がある。マキシム機関銃とその派生型や、同時期に開発された各国の重機関銃が代表例である。

## 安全性
内燃機関における冷却水は、前記の船舶などに用いられている開放型の場合を除き、閉じた冷却系回路を流れており、正常に稼働している間は環境への悪影響は無い。しかし、船舶用の開放型の場合は潤滑油漏れなどの故障があった場合には海洋を汚染する。また自動車用の場合は防錆剤や不凍液が混入されているため、廃棄する際には、法令に基づいた処理をする必要がある。
火力発電所のボイラ用水・原子力発電所で冷却材として用いられている水も閉じた冷却系であるが、いずれも復水器用の冷却水は、海や河川に開放されている。
沸騰水型原子炉の冷却材・加圧水型原子炉の一次冷却材には、放射能が含まれている。加圧水型原子炉の二次冷却材は正常に稼働している限り、放射性物質を含んでいないが、蒸気発生器の破損により、二次冷却系に一次冷却材が混入した事故例がこれまでに存在する。いずれにしても事故が発生した場合は、冷却材から放射線が出るため重大な事態となる。